# 초기화 벡터
초기화 벡터(initialization vector, IV, starting variable, SV)는 첫 블록을 암호화할 때 사용되는 값을 의미한다.
운용 방식마다 초기화 벡터를 사용하는 방법이 다르며 초기화 벡터에서 요구되는 성질도 조금씩 다를 수 있지만, 같은 초기화 벡터가 반복되어 사용되어서는 안 된다는 성질을 공통적으로 가진다.
이것은 초기화 벡터가 같은 경우 비슷한 두 개의 평문을 암호화했을 때 앞부분의 블록들이 서로 같게 되는 등 보안 문제가 발생하기 때문이다.
CTR 등의 일부 운용 방식에서는 초기화 벡터라는 용어 대신 nonce(number used once)라는 용어를 사용한다. 이 표현은 보통 초기화 벡터가 매번 달라야 하는 것 외에 별다른 요구 조건이 없을 경우 사용한다.

## 같이 보기
- 솔트 (암호학)
- 블록 암호 운용 방식

## 참조
1. ↑  ISO/IEC 10116:2006 Information technology — Security techniques — Modes of operation for an n-bit block cipher